# Jesús Uzcátegui
Jesús Eduardo Uzcátegui Vadcard (Caracas, Venezuela, 26 de septiembre de 1988) es un violinista y director de orquesta venezolano, Embajador de Buena Voluntad de Unicef  y actual director titular de la Orquesta Sinfónica Juan José Landaeta en Caracas, Venezuela. Es parte de la generación de directores de orquesta formados por el maestro José Antonio Abreu en el programa educativo conocido como El Sistema.

## Estudios musicales
Inició sus estudios musicales a la edad de 8 años, en el Centro Académico Infantil de Montalbán (Caracas) con el maestro Rubén Cova.  En 2007 egresó como violinista del Conservatorio de Música de Nueva Inglaterra en Boston, Estados Unidos. Recibió clases 
de Iván Pérez Ruiz; Daniel Strabawa, Concertino de la Filarmónica de Berlín; Felicitas Hoffmeister ; Donald Wallerstein; Maurice Hasson; Víctor Vivas; Luis Miguel González, José Francisco del Castillo y Marylou Churchill, como miembro de su cátedra en el Conservatorio de Música de Nueva Inglaterra.
En la ejecución del violín, ha sido solista con la Orquesta Sinfónica de Juventudes Francisco de Miranda, la Orquesta Sinfónica de Ciudad Guayana, la Orquesta Regional de Los Llanos y la Sinfónica Juvenil de Caracas (SJC), de la cual es principal de la fila de segundos violines. Participó en los cursos de verano organizados por la Academia Latinoamericana del Violín con los maestros Luis Miguel González y Rhio Sánchez. Igualmente, ha recibido clases de música de cámara con el pianista David Ascanio, el Cuarteto Latinoamericano y el Cuarteto de Cuerdas de la Filarmónica de Berlín.
Desde 2011 ha realizado varias giras internacionales en Europa y Asia con la SJC y en 2012 participó en el debut de la Orquesta Binacional Noruego– Venezolana (NoVe) en el Festival de Bergen.
En 2015, Uzcátegui fue el único músico latinoamericano seleccionado para participar en el Concurso de Dirección de Malko y dirigió actuaciones de la SJC en el Teatro de La Scala como parte de una residencia de El Sistema en Milán. Más tarde ese año, asistió a la Academia Menuhin en la ciudad suiza de Gstaad, donde estudió bajo la guía de Ulrich Windfuhr y Neeme Jarvi.

## Carrera como director
En noviembre de 2016, Uzcátegui fue director asistente de Diego Matheuz en la producción de El Barbero de Sevilla de Rossini con la Sinfónica Simón Bolívar. Posteriormente, fue invitado a una clase magistral de dirección en Lucerna impartida por Bernard Haitink en el verano de 2017. En septiembre del mismo año, debutó como director de la Orquesta Sinfónica Simón Bolívar en la Sala Simón Bolívar del Centro Nacional de Acción Social por la Música, donde la agrupación por primera vez interpretó la Sinfonía n.º 7 de Shostakóvich.
En 2018, El Sistema UK  lo invitó como director y entrenador para la 5.ª Residencia de El Sistema Europa, realizada en Birmingham, presentándose en conciertos en el Queen Elizabeth Hall del Southbank Center de Londres y también en Birmingham. Ese mismo año trabajó con Leon Botstein y Harold Farberman en el Festival de verano del Bard College en los Estados Unidos.
Durante la temporada 2018-2019 fue invitado como Dudamel Fellow por la Filarmónica de Los Ángeles. En este período fue asistente de los maestros Gustavo Dudamel y Plácido Domingo, y dirigió dicha orquesta en la serie de conciertos Toyota para la juventud, además de la  Youth Orchestra of Los Angeles (YOLA).
En Venezuela ha dirigido las principales orquestas de El Sistema, la Sinfónica Simón Bolívar, la Sinfónica Juvenil Teresa Carreño y la Sinfónica Juvenil de Caracas. Actualmente se desempeña como director principal de la Orquesta Sinfónica Juan José Landaeta y la Orquesta Sinfónica Regional de Carabobo.
A finales de marzo y principios de abril del 2023, Jesús visitó tierras colombianas junto a Joseph Amado, conocido como "Amado Lavoe" y su tributo Sinfónico a Héctor Lavoe, participó como director de la obra y el resultado de ese gran trabajo se vio evidenciado en dos oportunidades con "Sold Out" en el teatro Jorge Isaacs de Cali, "La sucursal del cielo".
Posteriormente, el 9 de noviembre de 2024, el tributo también fue realizado en el Estadio Monumental de Caracas, dónde Uzcátegui dirigió a más de 300 músicos en escena. Este fue el primer concierto sinfónico realizado en las instalaciones del centro deportivo más moderno de Venezuela.